# Kids' Choice Awards 2000
La 12ª edizione dei Nickelodeon Kids' Choice Awards si è tenuta il 15 aprile 2000 presso l'Hollywood Bowl di Los Angeles e trasmesso in diretta dalla rete statunitense di Nickelodeon. L'edizione è stata condotta da Rosie O'Donnell
Nel corso della premiazione si sonno esibiti i Goo Goo Dolls col brano "Broadway" & "Slide", Jennifer Lopez con "Let's Get Loud", "Feelin' So Good", il gruppo NSYNC col singolo "Bye Bye Bye" e infine Jessica Simpson e Nick Lachey col brano "Where You Are".

## Categorie
I vincitori sono indicati in grassetto.

### Televisione

#### Serie TV preferita
- All That
- Crescere, che fatica!
- Sabrina, vita da strega
- Settimo cielo

#### Serie animata preferita
- I Rugrats
- Pokémon
- I Simpson
- CatDog

#### Attore televisivo preferito
- Kenan Thompson – All That
- Drew Carey – The Drew Carey Show
- Jamie Foxx – The Jamie Foxx Show
- Michael J. Fox – Spin City

#### Attrice televisiva preferita
- Amanda Bynes – The Amanda Show e All That
- Jennifer Love Hewitt – Cinque in famiglia
- Melissa Joan Hart – Sabrina, vita da strega
- Brandy Norwood – Moesha

#### Amici in una serie televisiva preferiti
- Ben Savage e Rider Strong – Crescere, che fatica!
- Sarah Michelle Gellar e David Boreanaz – Buffy l'ammazzavampiri
- Jennifer Aniston, Lisa Kudrow e Courteney Cox Arquette – Friends
- Gillian Anderson e David Duchovny – X-Files

### Cinema

#### Film preferito
- Big Daddy - Un papà speciale (Big Daddy), regia di Dennis Dugan
- Pokémon il film - Mewtwo colpisce ancora (劇場版ポケットモンスター ミュウツーの逆襲 Gekijōban Poketto Monsutā Myūtsū no gyakushū), regia di Kunihiko Yuyama
- Austin Powers - La spia che ci provava (Austin Powers: The Spy Who Shagged Me), regia di Jay Roach
- Toy Story 2 - Woody e Buzz alla riscossa (Toy Story 2), regia di John Lasseter

#### Attore cinematografico preferito
- Adam Sandler – Big Daddy - Un papà speciale
- Robin Williams– L'uomo bicentenario
- Mike Myers – Austin Powers - La spia che ci provava
- Will Smith – Wild Wild West

#### Attrice cinematografica preferita
- Melissa Joan Hart – Drive Me Crazy
- Sandra Bullock – Piovuta dal cielo
- Drew Barrymore – Mai stata baciata
- Julia Roberts – Notting Hill e Se scappi, ti sposo

#### Coppia cinematografica preferita
- Rachael Leigh Cook e Freddie Prinze Jr. – Kiss Me
- Heather Graham e Mike Myers – Austin Powers - La spia che ci provava
- Sandra Bullock e Ben Affleck – Piovuta dal cielo
- Julia Roberts e Hugh Grant – Notting Hill

#### Voce in un film d'animazione preferita
- Rosie O'Donnell – Tarzan
- Michael J. Fox – Stuart Little - Un topolino in gamba
- Tim Allen – Toy Story 2
- Tom Hanks – Toy Story 2

### Musica

#### Cantante maschile preferito
- Will Smith
- Tyrese Gibson
- Jordan Knight
- Ricky Martin

#### Cantante femminile preferita
- Britney Spears
- Jennifer Lopez
- Christina Aguilera
- Brandy Norwood

#### Gruppo musicale preferito
- Backstreet Boys
- NSYNC
- TLC
- 98 Degrees

#### Band preferita
- Smash Mouth
- Dixie Chicks
- Sugar Ray
- Sixpence None the Richer

#### Canzone preferita
- Wild Wild West - Will Smith
- (You Drive Me) Crazy - Britney Spears
- Bug a Boo - Destiny's Child
- All Star - Smash Mouth

#### Artista esordiente preferito
- Jennifer Lopez
- Christina Aguilera
- Lou Bega
- LFO

#### Canzone originale di un film preferita
- Wild Wild West - Will Smith, dal film Wild Wild West
- Beautiful Stranger - Madonna, dal film Austin Powers - La spia che ci provava
- Two Worlds - Phil Collins, dal film Tarzan
- Music of My Heart - Gloria Estefan e 'N Sync, dal film La musica del cuore

### Sport

#### Atleta maschile preferito
- Shaquille O'Neal
- Tiger Woods
- Mark McGwire
- Deion Sanders

#### Atleta femminile preferita
- Tara Lipinski
- Mia Hamm
- Venus Williams
- Lisa Leslie

#### Squadra sportiva preferits
- New York Yankees
- Dallas Cowboys
- Los Angeles Lakers
- San Francisco 49ers

#### MVP preferito
- Cynthia Cooper - WNBA Finals MVP - Houston Comets
- Chipper Jones - National League MVP - Atlantic Braves
- Kurt Warner - NFL and Super Bowl MVP - St. Louis Rams
- Tim Duncan - NBA Finals MVP - San Antonio Spurs

### Miscellanea

#### Libro preferito
- Harry Potter
- Animorphs
- Chicken Soup for the Soul
- Star Wars Episodio I: La Minaccia Fantasma

#### Videogioco preferito
- Pokémon
- Donkey Kong 64
- Mario Party
- Toy Story 2: Woody e Buzz alla riscossa!

#### Celebrità animale preferita
- Salem – Sabrina, vita da strega
- Rowdy – Eddie, il cane parlante
- Happy – Settimo cielo
- Stuart Little – Stuart Little - Un topolino in gamba

#### Celebrità emergente preferita
- Mandy Moore - I Wanna Be with You
- Haley Joel Osment - Il sesto senso
- Frankie Muniz - Malcom
- Vince Carter - Toronto Raptors

## Hall of Fame
- Rosie O'Donnell